# Synarmadillo insulanus
Synarmadillo insulanus är en kräftdjursart som beskrevs av Franco Ferrara och Helmut Schmalfuss 1976. Synarmadillo insulanus ingår i släktet Synarmadillo och familjen Armadillidae. Inga underarter finns listade i Catalogue of Life.